# Yekaterina Peshkova

Ekaterina Peshkova.

Yekaterina Pávlovna Peshkova (apellido de soltera Vólzhina) (en ruso: Екатери́на Па́вловна Пе́шкова, урождённая Во́лжина; 1887–1965) fue una activista de los derechos humanos, y la primera esposa de Máximo Gorki.
Antes de la Revolución de Octubre tomó parte activa en el Comité de Apoyo a los Prisioneros Políticos Rusos (Комитета помощи русским политкаторжанам) dirigido por Vera Fígner. Después de 1914 dirigió la Comisión de la Infancia en la Sociedad de Asistencia a las Víctimas de Guerra. Tras 1918 fue la principal activista del Comité de Moscú de la Cruz Roja Política.
Después de 1922, fue la directora de la organización Asistencia a los Prisioneros Políticos (Pompolit, Помощь политическим заключенным, Помполит). Obtuvo un galardón de la Cruz Roja Polaca por su participación en el intercambio de prisioneros de guerra tras el fin de la guerra polaco-soviética. 
- Datos: Q2070393
- Multimedia: Yekaterina Peshkova / Q2070393